# 杰夫·怀德纳
杰夫·怀德纳（英語：Jeff Widener；1956年8月11日—），美国摄影师，此人以他在六四事件期间所拍摄之“坦克人”而知名于世，并因此获提名普利策奖。
怀德纳多年来曾到访一百多个国家（例如柬埔寨、缅甸、叙利亚、约旦、老挝、越南）并报道当地的战乱。他是第一位从南极记录数字图像的摄影记者。1987年被美联社聘为东南亚图片编辑，报道该地区从海湾战争到奥运会的重大新闻。
怀德纳现定居于墨西哥城。

## 背景
怀德纳在南加利福尼亚州长大，在那里他就读于雷塞达高中、洛杉矶皮尔斯学院和莫尔帕克学院，主修新闻摄影。1974年，他打败来自美国各地的八千余名学生，获得柯达学术国家摄影奖学金，而赢来前往东非考察的机会。
1978年，怀德纳开始在加利福尼亚州担任报纸摄影师，后来在内华达州和印第安纳州任同样职务。25岁时在比利时布鲁塞尔成为合众国际社的一名摄影师。他的第一个海外任务是报道波兰团结工会的骚乱。
- 自由职业者（2010年至今，德国汉堡）
- 广告摄影师（1997年－2010年，火奴鲁鲁）[2]
- 合众国际社迈阿密分部摄影师（1995年－1997年）
- 美联社 – 东南亚图片编辑（1987年－1995年，泰国曼谷）
- 《迈阿密新闻》专职摄影师（1984年－1986年）
- 合众国际社专职摄影师（1981年－1984年，比利时布鲁塞尔）
- 埃文斯维尔出版社——专职摄影师（1980年－1981年）
- 拉斯维加斯太阳报——专职摄影师（1979年－1980年）
- 《惠蒂尔日报》-工作摄影师（1977年－1979年）

## “坦克人”照片
怀德纳在1989年6月5日受命拍摄当天天安门镇压的图片。他携带相机设备和胶卷前往下榻的酒店，而冒着被安保人员拒绝进入的风险。拍摄期间得到柯克·马森的帮助。怀德纳用完胶卷后，请求马森再设法为他找一些胶卷。马森在酒店大堂找到了澳大利亚背包客约翰·弗利克罗夫特并询问他是否有多余的胶卷，并解释道：“怀德纳的胶卷已经用尽。”约翰回应道，如果他能到可以俯瞰天安门广场的酒店房间，就会把胶卷给他。这卷胶卷最终被怀德纳用来拍摄坦克人照片。马森后来拜托弗利克罗夫特用他租来的自行车将胶卷送到美国驻华大使馆的美联社办公室。
事前，怀德纳在1989年6月3日晚的示威中被示威者抛掷的石头击中头部。他的尼康F3吸收了冲击力道，怀德纳因此生还。
这张“坦克照片”在全球范围内反复流传，现时被普遍认为是历史上最受认可的照片之一。美国在线将其选为历史上最著名的十大图片之一。

## 所获奖项
除在1990年入围普利策奖外，怀德纳还获得了如下奖项：
- 海外新闻俱乐部的多项奖项
- 哥伦比亚大学DART奖
- 哈里·查平媒体奖
- 凯西新闻功绩奖章
- 法国独家新闻奖
- 意大利Chia Sardina奖
- 国家头条新闻奖
- 最佳新闻摄影
- 亚特兰大新闻摄影
- 国际年度图片
- 纽约新闻俱乐部、比利时新闻摄影师协会、荷兰《世界新闻》等机构所颁发的奖项[7]。